# غراهام ويلسون (لاعب دوري الرغبي)
غراهام ويلسون (بالإنجليزية: Graham Wilson)‏ هو لاعب دوري الرغبي أسترالي، ولد في 1949 في نيوساوث ويلز في أستراليا، وتوفي في 20 ديسمبر 2005 في سيدني في أستراليا.